# Liste der Naturdenkmale in Lorsch
Die Liste der Naturdenkmale in Lorsch nennt die im Gebiet der Stadt Lorsch im Landkreis Bergstraße in Hessen gelegenen Naturdenkmale.

## Liste
| Bild            | Bezeichnung                                   | Ortsteil, Lage                                                | Beschreibung | Art        | Nr.       |
| --------------- | --------------------------------------------- | ------------------------------------------------------------- | --- | ---------- | --------- |
| BW              | Oberamtsrichter-Fischer-Eiche (Quercus robur) | Lorsch 49° 38′ 34,3″ N, 8° 33′ 25,2″ O                        | Aufgrund von hohem Alter, besonderer Stärke und heimatgeschichtlicher Bedeutung geschützte Stieleiche an Raststättenzufahrt. | Stieleiche | 431.16-11 |
| Fotos hochladen | Wolfseiche (Quercus robur)                    | Lorsch, Kaiser-Wilhelm-Platz 6a 49° 39′ 4,9″ N, 8° 34′ 3,8″ O | Aufgrund von hohem Alter und besonderer Stärke geschützte ortsbildprägende Stieleiche.                                       | Stieleiche | 431.16-12 |
| Fotos hochladen | Stieleiche (Quercus robur)                    | Lorsch 49° 39′ 6,8″ N, 8° 34′ 1,4″ O                          | Aufgrund von harmonischer Form und Größe geschützte ortsbildprägende Stieleiche vor dem Stadthaus.                           | Stieleiche | 431.16-13 |
| Fotos hochladen | Platane (Platanus acerifolia)                 | Lorsch 49° 39′ 12,1″ N, 8° 34′ 9,4″ O                         | Aufgrund von besonderer Stärke und Formschönheit geschützte Platane an der Zehntscheune.                                     | Platane    | 431.16-14 |